# Aire d'attraction de Nogent-le-Rotrou
L'aire d'attraction de Nogent-le-Rotrou est un zonage d'étude défini par l'Insee pour caractériser l’influence de la commune de Nogent-le-Rotrou sur les communes environnantes. Publiée en octobre 2020, elle se substitue à l'aire urbaine de Nogent-le-Rotrou, qui comportait 12 communes dans le dernier zonage qui remontait à 2010.

## Définition
L'aire d'attraction d'une ville est composée d’un pôle, défini à partir de critères de population et d’emploi ainsi que d’une couronne constituée des communes dont au moins 15 % des actifs travaillent dans le pôle. Le pôle d’attraction constitue ainsi un point de convergence des déplacements domicile-travail,.

## Type et composition
L’aire d'attraction de Nogent-le-Rotrou est une aire inter-régionale qui comporte 25 communes : 16 situées en Eure-et-Loir et 9 dans l'Orne. 
Elle est catégorisée dans les aires de moins de 50 000 habitants, une catégorie qui regroupe 12,2 % au niveau national.

### Carte

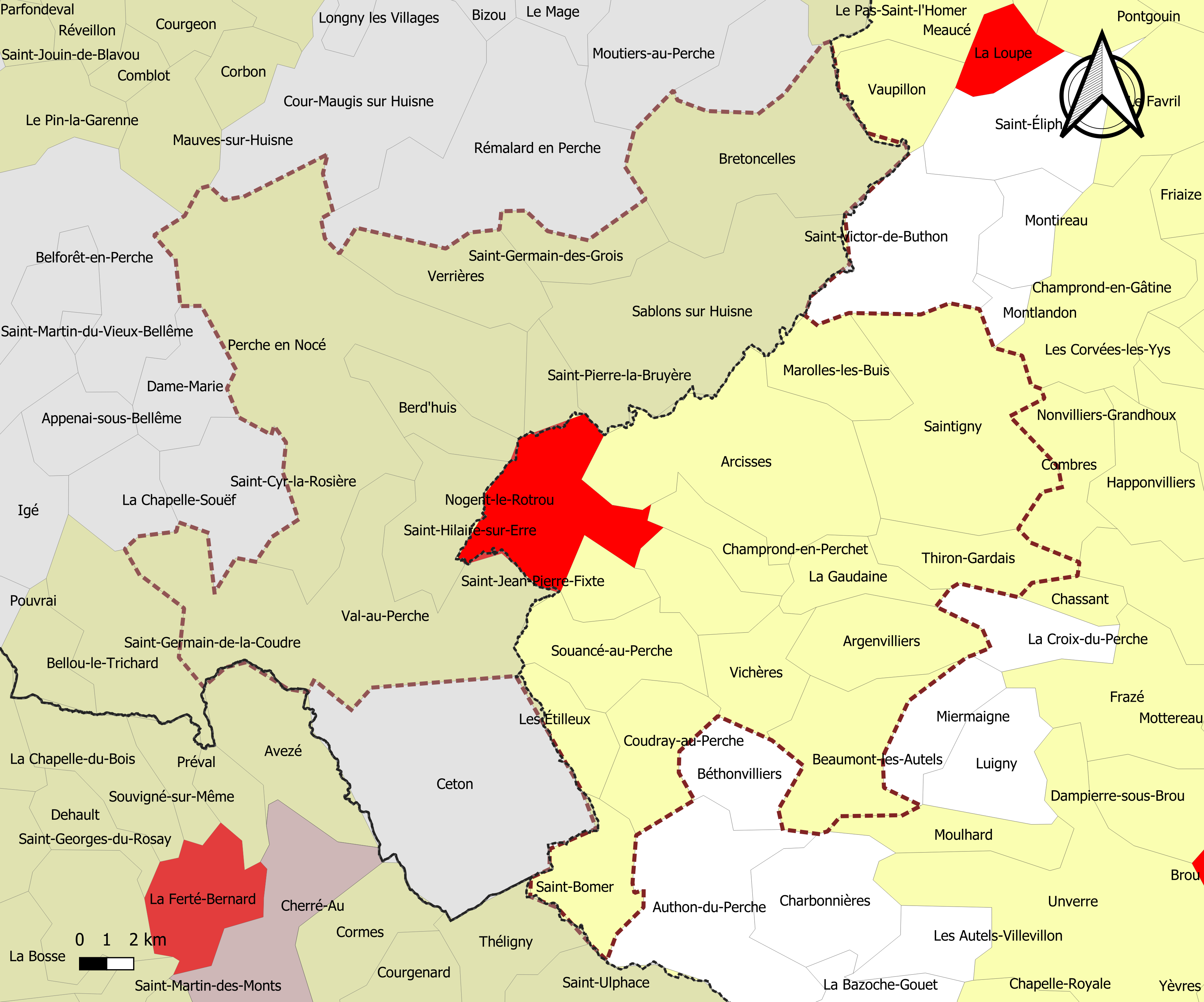
Carte de l'aire d'attraction de Nogent-le-Rotrou.
Commune-centre
Commune de la couronne

### Composition communale
| Nom                               | Code Insee | Département  | Statut                 | Superficie (km2) | Population (dernière pop. légale) | Densité (hab./km2) | Modifier                                    |
| --------------------------------- | ---------- | ------------ | ---------------------- | ---------------- | --------------------------------- | ------------------ | ------------------------------------------- |
| Nogent-le-Rotrou (commune-centre) | 28280      | Eure-et-Loir | commune-centre         | 23,49            | 9 305 (2022)                      | 396                | modifier les données · modifier les données |
| Argenvilliers                     | 28010      | Eure-et-Loir | commune de la couronne | 18,35            | 318 (2022)                        | 17                 | modifier les données · modifier les données |
| Beaumont-les-Autels               | 28031      | Eure-et-Loir | commune de la couronne | 20,98            | 430 (2022)                        | 20                 | modifier les données · modifier les données |
| Champrond-en-Perchet              | 28072      | Eure-et-Loir | commune de la couronne | 9,02             | 389 (2022)                        | 43                 | modifier les données · modifier les données |
| Coudray-au-Perche                 | 28111      | Eure-et-Loir | commune de la couronne | 14,64            | 364 (2022)                        | 25                 | modifier les données · modifier les données |
| Les Étilleux                      | 28144      | Eure-et-Loir | commune de la couronne | 8,35             | 194 (2022)                        | 23                 | modifier les données · modifier les données |
| La Gaudaine                       | 28175      | Eure-et-Loir | commune de la couronne | 9,19             | 179 (2022)                        | 19                 | modifier les données · modifier les données |
| Arcisses                          | 28236      | Eure-et-Loir | commune de la couronne | 45,43            | 2 209 (2022)                      | 49                 | modifier les données · modifier les données |
| Marolles-les-Buis                 | 28237      | Eure-et-Loir | commune de la couronne | 13,08            | 207 (2022)                        | 16                 | modifier les données · modifier les données |
| Saint-Bomer                       | 28327      | Eure-et-Loir | commune de la couronne | 13,32            | 194 (2022)                        | 15                 | modifier les données · modifier les données |
| Saintigny                         | 28331      | Eure-et-Loir | commune de la couronne | 45,22            | 934 (2022)                        | 21                 | modifier les données · modifier les données |
| Saint-Jean-Pierre-Fixte           | 28342      | Eure-et-Loir | commune de la couronne | 6,91             | 269 (2022)                        | 39                 | modifier les données · modifier les données |
| Souancé-au-Perche                 | 28378      | Eure-et-Loir | commune de la couronne | 18,94            | 496 (2022)                        | 26                 | modifier les données · modifier les données |
| Thiron-Gardais                    | 28387      | Eure-et-Loir | commune de la couronne | 13,46            | 972 (2022)                        | 72                 | modifier les données · modifier les données |
| Trizay-Coutretot-Saint-Serge      | 28395      | Eure-et-Loir | commune de la couronne | 11,15            | 438 (2022)                        | 39                 | modifier les données · modifier les données |
| Vichères                          | 28407      | Eure-et-Loir | commune de la couronne | 12,27            | 288 (2022)                        | 23                 | modifier les données · modifier les données |
| Berd'huis                         | 61043      | Orne         | commune de la couronne | 11,45            | 1 094 (2022)                      | 96                 | modifier les données · modifier les données |
| Bretoncelles                      | 61061      | Orne         | commune de la couronne | 40,21            | 1 462 (2022)                      | 36                 | modifier les données · modifier les données |
| Sablons sur Huisne                | 61116      | Orne         | commune de la couronne | 52,36            | 1 983 (2022)                      | 38                 | modifier les données · modifier les données |
| Perche en Nocé                    | 61309      | Orne         | commune de la couronne | 86,63            | 1 974 (2022)                      | 23                 | modifier les données · modifier les données |
| Saint-Germain-des-Grois           | 61395      | Orne         | commune de la couronne | 10,38            | 204 (2022)                        | 20                 | modifier les données · modifier les données |
| Saint-Hilaire-sur-Erre            | 61405      | Orne         | commune de la couronne | 15,12            | 486 (2022)                        | 32                 | modifier les données · modifier les données |
| Saint-Pierre-la-Bruyère           | 61448      | Orne         | commune de la couronne | 6,33             | 428 (2022)                        | 68                 | modifier les données · modifier les données |
| Val-au-Perche                     | 61484      | Orne         | commune de la couronne | 63,26            | 3 324 (2022)                      | 53                 | modifier les données · modifier les données |
| Verrières                         | 61501      | Orne         | commune de la couronne | 17,75            | 420 (2022)                        | 24                 | modifier les données · modifier les données |